# Zahnrad (Heraldik)
Das Zahnrad als Maschinenbauteil hat seinen Platz in der modernen Heraldik gefunden. Es steht für die Industrialisierung und besonders für bedeutsamen Maschinen- oder Autobau einer Region.

## Darstellung und Verwendung
Es wird als Heroldsbild zu den gemeinen Figuren gerechnet und wird stark stilisiert angewendet. Es ist ein Element aus der großen Anwendung der Räder im Wappen.
Die Farbgebung wird in den heraldischen Tinkturen vorgenommen. Verwechslungen mit dem Mühlrad sind möglich, die Blasonierung, also die Wappenbeschreibung, ist entscheidend, welches Rad gemeint ist. Baranawitschy kombiniert in Rot und Grün geteilt einen goldenen verknappten halben Zahnkranz mit einer gleichfarbigen Dampflokomotive.
Es symbolisiert Gewerbe oder Industrie, speziell Maschinenbau oder Mechanik. Besonders Gemeinden mit dem Willen, ein modernes Wappen zu führen, greifen zu dieser Form. Die DDR und die UdSSR hatten spät die Heraldik für sich entdeckt und für Städte und Gemeinden mit „entwickelter sozialistischer Industrie“ neue Wappen schaffen lassen und die alten historisch gewachsenen teilweise ersetzt. Aber auch im rheinischen Hürth oder in Wickede (Ruhr) wird es verwendet. Aruba, Benin, Botswana, Burma, China, Kambodscha und Vietnam haben oder hatten das Zahnrad in ihren Wappen.
Zwei ineinandergreifende Zahnräder sind seltener. Sonderformen sind etwa das Uhrrädchen oder diverse spezielle Zahnräder. 
Italien nimmt es als Schildersatz im Staatswappen.

## Beispiele

Uhrrädchen, schragenweise platziert (Heraldisches Muster)
Ehringshausen DE
Flügelzahnrad (Guipavas FR)
Unterhalbes Zahnrad (Heidenau DE)
Sperrrad (Incheville FR)
Zwei ineinandergreifende Zahnräder (Maintal DE)
Reinhardtsgrimma DE
Twistringen DE
Zabrze PL
Zahnrad als Schildersatz (Italien)